# Saint-Laurent-d'Arce
Saint-Laurent-d'Arce är en kommun i departementet Gironde i regionen Nouvelle-Aquitaine i sydvästra Frankrike. Kommunen ligger i kantonen Saint-André-de-Cubzac som tillhör arrondissementet Blaye. År 2022 hade Saint-Laurent-d'Arce 1 553 invånare.

## Befolkningsutveckling
Antalet invånare i kommunen Saint-Laurent-d'Arce
Referens:INSEE